# Ато

Каталония в IX—XII веках

Ато́ (Атто́, Гатто́н; кат. Ató; убит 22 августа 971 или в 972) — епископ Вика (957—971/972) и архиепископ Таррагоны (в 971 или 971—972), один из учителей Герберта Орийякского, будущего папы римского Сильвестра II.

## Биография
Ато занял кафедру Вика после смерти в 957 году епископа Гвадамира. Являясь сторонником уставов, употреблявшихся в практике церкви Западно-Франкского королевства, он начал введение подобных правил и в своей епархии, в первый же год своего правления введя новую для его епископства должность каноника. Ато перестроил и расширил кафедральный собор в Вике, церковь Святого Петра, а в 968 году освятил монастырь Арлес. Он пользовался уважением графа Барселоны Борреля II и каталонской знати, что нашло отражение в целом ряде дарений, произведённых теми в пользу епархии Вика (например, в 970 году граф передал во владение епископу крепость Тоус).
Епископ Ато был одним из образованнейших людей Испании своего времени. Особенно обширны были его познания в математике. Именно Ато граф Боррель II в 967 году поручил обучить Герберта Орийякского (будущего римского папу Сильвестра II) свободным искусствам. О том, насколько успешно было образование, данное Ато Герберту, писал в своей «Истории» живший в конце X века Рихер Реймский: «…Так как музыка и астрономия в то время были неизвестны в Италии, папа [Иоанн XIII] сразу же известил через послов Оттона [Великого], короля Германии и Италии, что к нему прибыл такой юноша [то есть Герберт], который превосходно знает математику и может с пользой обучать других…».
В 970 году Ато, вместе с Гербертом, сопровождал графа Барселоны Борреля II в Рим. Одной из целей графа было добиться от папы римского Иоанна XIII восстановления архиепископской кафедры в Таррагоне, которая утратила этот статус после завоевания города маврами в начале VIII века. Этим шагом Боррель II намеревался усилить свою самостоятельность от Западно-Франкского королевства (его владения в церковном плане подчинялись архиепископу Нарбона) и увеличить своё влияние на приграничные с Барселонским графством земли Кордовского халифата. Преподнеся папе богатые дары, Боррелю удалось добиться своей цели. На Рождество 970 года Иоанн XIII дал графу пять булл, в которых говорилось о восстановлении архиепископства в Таррагоне, в подчинение которого переходили епархии Барселоны, Уржеля, Жироны и Вика. Центром архиепископии, до освобождения Таррагоны от власти мавров, становился город Вик. Новым архиепископом был назначен Ато, несмотря на то, что в Таррагоне продолжал оставаться свой епископ, Цезарио (Цезарий). Возведение Ато в сан архиепископа состоялось в Риме в январе 971 года, однако реально ему не удалось занять кафедру Таррагоны из-за противодействия намерениям графа Борреля II как со стороны епископа Цезарио, так и прелатов епархий, включённых в новый диоцез. Во всех документах 971 года, составленных в епархиях Барселонского графства, Ато упоминается только как епископ Осоны.
Неудаче плана Борреля II способствовала и скорая смерть Ато: по одним данным он был убит 22 августа 971 года в Риме, по другим — в 972 году, вскоре после своего возвращения в Испанию. Преемником Ато на кафедре Вика стал епископ Фройя.